# OR2A42
OR2A42 (англ. Olfactory receptor family 2 subfamily A member 1) – білок, який кодується однойменним геном, розташованим у людей на 7-й хромосомі. Довжина поліпептидного ланцюга білка становить 310 амінокислот, а молекулярна маса — 34 714.
| 10         |  | 20         |  | 30         |  | 40         |  | 50         |
| ---------- |  | ---------- |  | ---------- |  | ---------- |  | ---------- |
| MGENQTMVTE |  | FLLLGFLLGP |  | RIQMLLFGLF |  | SLFYIFTLLG |  | NGAILGLISL |
| DSRLHTPMYF |  | FLSHLAVVDI |  | AYTRNTVPQM |  | LANLLHPAKP |  | ISFAGCMTQT |
| FLCLSFGHSE |  | CLLLVLMSYD |  | RYVAICHPLR |  | YSVIMTWRVC |  | ITLAVTSWTC |
| GSLLALAHVV |  | LILRLPFSGP |  | HEINHFFCEI |  | LSVLRLACAD |  | TWLNQVVIFA |
| ACVFFLVGPP |  | SLVLVSYSHI |  | LAAILRIQSG |  | EGRRKAFSTC |  | SSHLCVVGLF |
| FGSAIIMYMA |  | PKSRHPEEQQ |  | KVFFLFYSFF |  | NPTLNPLIYS |  | LRNGEVKGAL |
| RRALGKESHS |  |            |  |            |  |            |  |            |

A: Аланін

C: Цистеїн

D: Аспарагінова кислота

E: Глутамінова кислота

F: Фенілаланін

G: Гліцин

H: Гістидин

I: Ізолейцин

K: Лізин

L: Лейцин

M: Метіонін

N: Аспарагін

P: Пролін

Q: Глутамін

R: Аргінін

S: Серин

T: Треонін

V: Валін

W: Триптофан

Кодований геном білок за функціями належить до рецепторів, g-білокспряжених рецепторів, білків внутрішньоклітинного сигналінгу. 
Локалізований у клітинній мембрані.